# Storthyngomerus minor
Storthyngomerus minor är en tvåvingeart som beskrevs av Lindner 1955. Storthyngomerus minor ingår i släktet Storthyngomerus och familjen rovflugor.
Artens utbredningsområde är Tanzania. Inga underarter finns listade i Catalogue of Life.